# Landgericht Koblenz

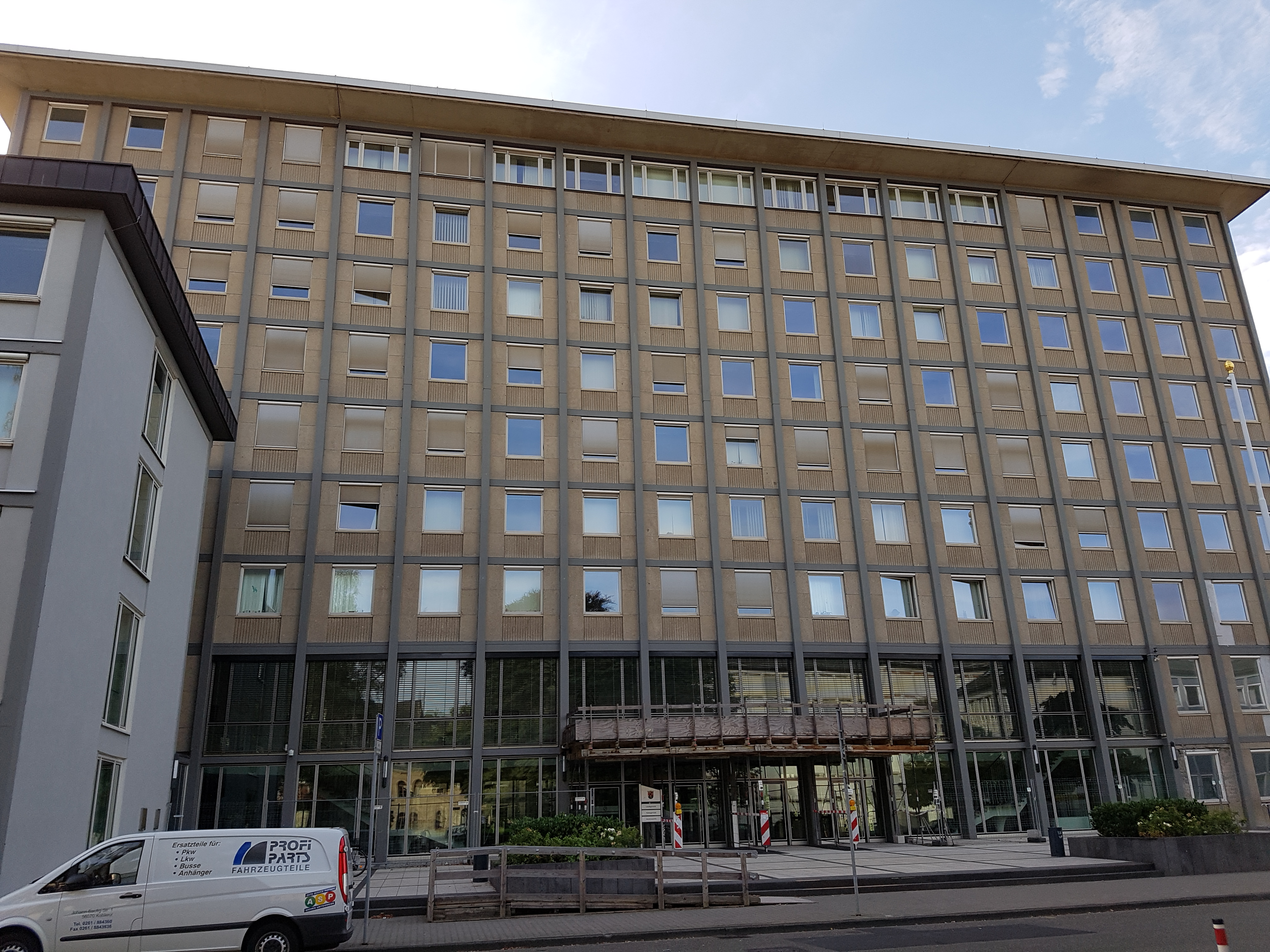
Hauptjustizgebäude (2016)

Das Landgericht Koblenz ist ein Gericht der ordentlichen Gerichtsbarkeit des Landes Rheinland-Pfalz im Bezirk des Oberlandesgerichtes Koblenz. Ein Landgericht Koblenz existiert unter diesem Namen schon seit 1820, nicht erst seit dem Gerichtsverfassungsgesetz von 1879.

## Geschichte

### 1820–1879
Das Landgericht Koblenz existiert unter diesem Namen seit 1820. In der damaligen preußischen Rheinprovinz galt die französische Gerichtsorganisation weiter. Der Appellationsgerichtshof Köln hatte dort die Funktion des Appellationsgerichtes. Die ihm untergeordneten Gerichte trugen nicht die Bezeichnung Kreisgericht, sondern Landgericht. Dem Landgericht Koblenz waren folgende Friedensgerichte als Gerichte erster Instanz untergeordnet:
| Friedensgericht                | Sitz           |
| ------------------------------ | -------------- |
| Friedensgericht Adenau         | Adenau         |
| Friedensgericht Ahrweiler      | Ahrweiler      |
| Friedensgericht Andernach      | Andernach      |
| Friedensgericht Bacherach      | Bacherach      |
| Friedensgericht Boppard        | Boppard        |
| Friedensgericht Kastellaun     | Kastellaun     |
| Friedensgericht Koblenz        | Koblenz        |
| Friedensgericht St. Goar       | St. Goar       |
| Friedensgericht Kirchberg      | Kirchberg      |
| Friedensgericht Kirn           | Kirn           |
| Friedensgericht Kreuznach      | Kreuznach      |
| Friedensgericht Lutzerath      | Lutzerath      |
| Friedensgericht Mayen          | Mayen          |
| Friedensgericht Meisenheim     | Meisenheim     |
| Friedensgericht Metternich     | Metternich     |
| Friedensgericht Münstermaifeld | Münstermaifeld |
| Friedensgericht Simmern        | Simmern        |
| Friedensgericht Sinzig         | Sinzig         |
| Friedensgericht Sobernheim     | Sobernheim     |
| Friedensgericht Stromberg      | Stromberg      |
| Friedensgericht Trarbach       | Trarbach       |
| Friedensgericht Treis          | Treis          |
| Friedensgericht Zell           | Zell           |

### Seit 1879
Im Zuge der Reichsjustizgesetze, die 1879 in Kraft traten, wurde das Landgericht Koblenz in ein Landgericht neuer Ordnung umgewandelt.
Das königlich preußische Landgericht Coblenz wurde mit Wirkung zum 1. Oktober 1879 als eines von neun Landgerichten im Bezirk des Oberlandesgerichtes Cöln gebildet. Das Landgericht war danach für die Kreise Adenau, Ahrweiler, Cochem, St. Goar, Kreuznach, Mayen, Meisenheim, Simmern und Zell zuständig. Ihm waren folgende 19 Amtsgerichte zugeordnet:
| Amtsgericht                | Sitz           | Bezirk |
| -------------------------- | -------------- | --- |
| Amtsgericht Adenau         | Adenau         | Kreis Adenau |
| Amtsgericht Ahrweiler      | Ahrweiler      | Kreis Ahrweiler ohne den Teil der dem Amtsgericht Sinzig zugeordnet war |
| Amtsgericht Andernach      | Andernach      | Aus dem Kreis Meyen die Bürgermeistereien Andernach (Stadt), Andernach (Land) und Burgbrohl |
| Amtsgericht Boppard        | Boppard        | Aus dem Kreis St. Goar die Bürgermeistereien Bürgermeisterei Boppard, Bürgermeisterei Brodenbach, Bürgermeisterei Halsenbach und Bürgermeisterei Obergondershausen |
| Amtsgericht Castellaun     | Castellaun     | Aus dem Kreis Simmern die Bürgermeisterei Castellaun, die Gemeindebezirke Bubach, Budenbach, Klosterkumbd, Horn, Kisselbach, Laubach, Riegenroth und Steinbach aus der Bürgermeisterei Simmern sowie aus dem Kreis Cochem die Gemeindebezirke Mörsdorf und Zilshausen aus der Bürgermeisterei Treis |
| Amtsgericht Coblenz        | Coblenz        | Kreis Koblenz ohne die Teile, die den Amtsgerichten Ehrenbreitstein und Neuwied zugeordnet waren |
| Amtsgericht Cochem         | Cochem         | Kreis Cochem ohne die Teile, die dem Amtsgericht Castellaun zugeordnet waren |
| Amtsgericht St Goar        | St Goar        | Kreis St Goar ohne die Teile, die dem Amtsgericht Boppard zugeordnet waren |
| Amtsgericht Kirchberg      | Kirchberg      | Aus dem Kreis Simmern die Bürgermeistereien Gemünden und Kirchberg |
| Amtsgericht Kreuznach      | Kreuznach      | Kreis Kreuznach ohne die Teile, die den Amtsgerichten Sobernheim und Stromberg zugeordnet waren |
| Amtsgericht Mayen          | Mayen          | Kreis Mayen ohne die Teile, die den Amtsgerichten Andernach und Münstermaifeld zugeordnet waren |
| Amtsgericht Meisenheim     | Meisenheim     | Kreis Meisenheim |
| Amtsgericht Münstermaifeld | Münstermaifeld | Aus dem Kreis Mayen die Bürgermeistereien Münstermaifeld und Polch |
| Amtsgericht Simmern        | Simmern        | Kreis Simmern ohne die Teile, die den Amtsgerichten Castellaun und Kirchberg zugeordnet waren |
| Amtsgericht Sinzig         | Sinzig         | Aus dem Kreis Ahrweiler die Bürgermeistereien Niederbreisig, Remagen und Sinzig sowie die Bürgermeisterei Königsfeld ohne die Gemeindebezirke Blasweiler, Heckenbach und Ramersbach |
| Amtsgericht Sobernheim     | Sobernheim     | Aus dem Kreis Kreuznach die Bürgermeistereien Kirn, Monzingen, Sobernheim und Winterburg |
| Amtsgericht Stromberg      | Stromberg      | Aus dem Kreis Kreuznach die Bürgermeistereien Stromberg, Waldalgesheim, Wallhausen und Windesheim |
| Amtsgericht Trarbach       | Trarbach       | Aus dem Kreis Zell die Bürgermeistereien Sohren und Trarbach |
| Amtsgericht Zell           | Zell           | Kreis Zell ohne den Teil der dem Amtsgericht Trarbach zugeordnet war |

Der Landgerichtsbezirk hatte 1888 zusammen 382.327 Einwohner. Am Gericht waren ein Präsident, zwei Direktoren und zehn Richter tätig.
Im Jahr 1900 wurde der noch geltende französische Code civil vom Bürgerlichen Gesetzbuch (BGB) abgelöst.
Mit dem Preußischen Gesetz über die Neugliederung von Gerichtsbezirken im Bereich der Oberlandesgerichte Frankfurt a. M., Hamm und Köln vom 23. Juni 1933 wurde das Landgericht Neuwied aufgehoben. Die Amtsgerichte Asbach, Dierdorf, Ehrenbreitstein, Linz und Neuwied aus dessen Sprengel wurden dem Landgericht Koblenz zugeordnet.
In der Zeit des Nationalsozialismus wurde auf Grund einer Ausführungsverordnung 1940 ein Sondergericht in Koblenz eingerichtet. Es sollte das bis dahin zuständige Sondergericht beim Landgericht Köln entlasten und war zuständig für die Landgerichtsbezirke Trier und Koblenz.
Mit der Errichtung des Landes Rheinland-Pfalz am 30. August 1946 ist dieses Land Gerichtsträger des Landgerichts Koblenz.

### Landesarbeitsgericht Koblenz
Gemäß Arbeitsgerichtsgesetz vom 23. Dezember 1926 wurden in Deutschland Arbeitsgerichte gebildet. Diese waren nur in der ersten Instanz unabhängig, die Landesarbeitsgerichte waren den Landgerichten zugeordnet. Am Landgericht Koblenz entstand so 1927 das Landesarbeitsgericht Koblenz als eines von drei Landesarbeitsgerichten im Bezirk des Oberlandesgerichtes Köln. Dem Landesarbeitsgericht Koblenz waren folgende Arbeitsgerichte zugeteilt: Arbeitsgericht Bad Kreuznach, Arbeitsgericht Hermeskeil, Arbeitsgericht Koblenz, Arbeitsgericht Mayen, Arbeitsgericht Neuwied, Arbeitsgericht Prüm, Arbeitsgericht Sinzig, Arbeitsgericht Traben-Trarbach und Arbeitsgericht Trier. Mit Verordnung vom 23. Juni 1927 wurde das Landesarbeitsgericht Koblenz auch zuständiges Landesarbeitsgericht für den oldenburgischen Landesteil Birkenfeld. Einziges Arbeitsgericht dort war das Arbeitsgericht Oberstein. Rechtsgrundlage war eine Staatsvertrag zwischen Preußen und Oldenburg.
Nach der Besetzung Deutschlands durch die Alliierten wurden 1945 zunächst alle Gerichte geschlossen. Die ordentlichen Gerichte wurden schon bald wieder eröffnet, während die Arbeitsgerichte zunächst nicht wieder eingerichtet wurden, so dass arbeitsgerichtliche Streitigkeiten von den ordentlichen Gerichten erledigt werden mussten. Gemäß Kontrollratsgesetz 21 sollten in Deutschland Arbeitsgerichte aufgebaut werden. Anstelle der früheren Landesarbeitsgerichte wurde nur noch ein Landesarbeitsgericht Rheinland-Pfalz in Mainz gebildet, ein Landesarbeitsgericht Koblenz entstand nicht neu.

## Gerichtssitz
Das Landgericht Koblenz ist im Justizhauptgebäude in der Karmeliterstraße 14 in Koblenz untergebracht. Es teilt sich das Gebäude mit dem Amtsgericht Koblenz.

## Organisation
Am Landgericht Koblenz sind etwa 250 Mitarbeiter beschäftigt, 75 davon als Richter und 13 als Rechtspfleger. Die Richter verteilen sich über 14 Zivilkammern, 4 Kammern für Handelssachen, 16 Strafkammern und eine Strafvollstreckungskammer.
Neben den auf Handelsachen spezialisierten Kammern für Handelsachen wurden an dem Landgericht Koblenz folgende Spezialkammern eingerichtet: Baulandsachen, d. h. Enteignungsfälle (1. Zivilkammer), Arzthaftung (10. Zivilkammer), Banksrecht (3. Zivilkammer), Baurecht (4., 8. und 9. Zivilkammer), Verkehrsrecht (5. Zivilkammer) und EDV-Recht (16. Zivilkammer). Mit den Rechtsmitteln gegen Entscheidungen der Amtsgerichte befassen sich 4 Berufungs- (6., 12., 13. und 14. Zivilkammer) und eine Beschwerdekammer (2. Zivilkammer). Für den privatrechtlichen Bereich ist das Landgericht in 14 Serviceeinheiten organisiert, in denen Richtern, Rechtspflegern, Kostenbeamten und Geschäftsstellenmitarbeitern der jeweiligen Kammern konzentriert sind.
Im strafrechtlichen Bereich bestehen Spezialkammern für Wirtschaftskriminalität (4., 8. und 10. Strafkammer), Straßenverkehrsdelikte (1. Strafkammer), Tötungsdelikte (3. Strafkammer als Schwurgerichtskammer), Telekommunikationsüberwachungsmaßnahmen (11. Strafkammer) und für Staatsschutzsachen (12. Strafkammer). Für das Jugendstrafrecht besteht mit der 2. Strafkammer eine Jugendkammer.
Präsident des Landgerichts ist Stephan Rüll, Vizepräsidentin Andrea Mannweiler.

## Das Landgericht im Instanzenzug
Dem Landgericht übergeordnet ist das Oberlandesgericht Koblenz, diesem nur noch der Bundesgerichtshof. Untergeordnet sind dem Landgericht Koblenz die Amtsgerichte Altenkirchen, Andernach, Bad Neuenahr-Ahrweiler, Betzdorf, Cochem, Diez, Koblenz, Lahnstein, Linz am Rhein, Mayen, Montabaur, Neuwied, St. Goar, Sinzig und Westerburg.

## Präsidenten
- Joseph Wurzer (1820–1843)

- Benedikt von Olfers (1843–1874)

- Carl von Breuning (1874–1882)

...
- Peter Puth (1988–2002)

- Hans-Josef Graefen (2002–2012)

- Marliese Dicke (2012–2017)

- Stephan Rüll (seit 2017)